# Biblioteca de la Universitat de Leipzig
La Biblioteca de la Universitat de Leipzig (alemany: Universitätsbibliothek Leipzig), coneguda també com a Bibliotheca Albertina, és la biblioteca central de la Universitat de Leipzig. És una de les biblioteques universitàries alemanyes més antigues.

## Història
La biblioteca va ser fundada el 1542 després de la Reforma pel llavors rector de la universitat, Caspar Borner, qui va persuadir a Moritz, duc de Saxònia, a donar la propietat i els edificis del dissolt monestir dominicà de Sant Pau, Leipzig a la universitat. La biblioteca va començar en un dels edificis del monestir amb 1.000 llibres i al voltant de 1.500 manuscrits provinents de les existències de quatre monestirs secularitzats de la ciutat de Leipzig i altres monestirs dissolts a Saxònia i Turíngia. Els seus terrenys i edificis van anar el 1543 per donació dels Albertiners Duke Moritz de Saxònia a la Universitat de Leipzig. En un d'aquests edificis, el Central Paleum, es van reunir les col·leccions de diversos monestirs.
A causa del fort creixement del nombre de llibres, així com la col·lecció Goethe de l'editor Salomon Hirzel, i sobretot a causa de la creixent producció de publicacions en el segle xix, es va fer necessari un moviment cap a un edifici més gran. Es van considerar molts edificis, i els dies 15 i 16 d'octubre de 1883, un tribunal d'apel·lació va discutir les deu propostes seleccionades per a la ronda final i va decidir sobre el projecte per Arwed Rossbach. L'edifici es va acabar el 24 d'octubre de 1891. En honor al rei Albert I de Saxònia, el nou edifici va ser anomenat Bibliotheca Albertina.
Durant la Segona Guerra Mundial, l'edifici principal va ser greument danyat per les incursions aèries a Leipzig el 6 d'abril de 1945. No obstant això, els catàlegs i les existències s'havien externalitzat i es van mantenir pràcticament intactes. Tot i això es van perdre aproximadament 42.000 volums. Actualment alguns es troben en col·leccions de biblioteques russes. Després de la guerra només es va utilitzar l'ala esquerra, que no havia sofert danys. La reconstrucció de l'edifici principal va patir una escassetat de recursos financers. A causa dels danys soferts en l'edifici principal, l'ús dels instituts i les biblioteques de seccions es va desplaçar en les dècades següents.
No va ser fins després de la reunificació alemanya el 1994 que es va iniciar l'extensa restauració i ampliació de l'edifici principal, inclosa la reconstrucció d’edificis individuals. Es van eliminar completament les ruïnes de l’ala dreta, es va aixecar un segon pis del celler i es va reconstruir la façana, malgrat els costos addicionals considerables, a la manera original. La renovació i restauració es va allargar fins al 2002.
Avui, l'edifici principal de la Biblioteca Universitària, la Bibliotheca Albertina, és una d'un total de 15 localitzacions de la Biblioteca Universitària.
El bombardeig de 1943-1945 va destruir dos terços del magnífic edifici Albertina de la Biblioteca Neorrenacentista.
Tres bibliotecaris famosos treballaven en la institució: Joachim Feller (des de 1675), Christian Gottlieb Jöcher (de 1742 a 1758) i Ernst Gotthelf Gersdorf (des de 1833). Des de 2005 Ulrich Johannes Schneider ha estat director de la biblioteca.

## Galeria

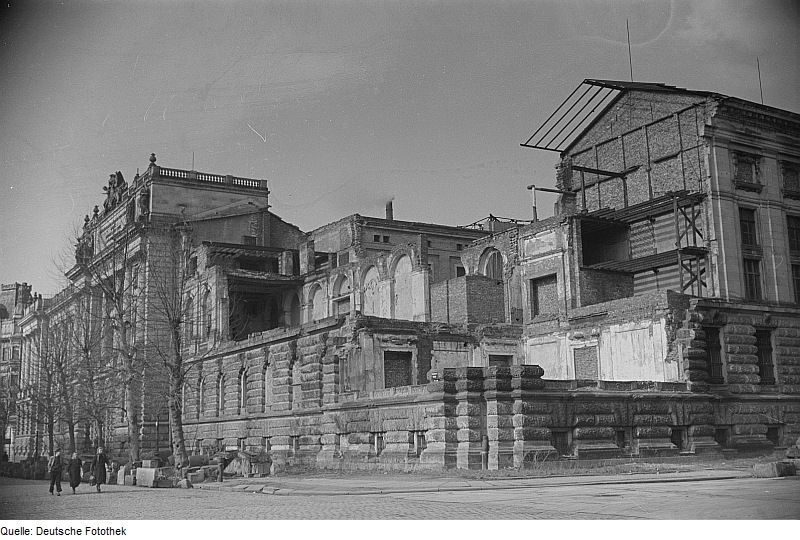
edifici principal danyat el 1953
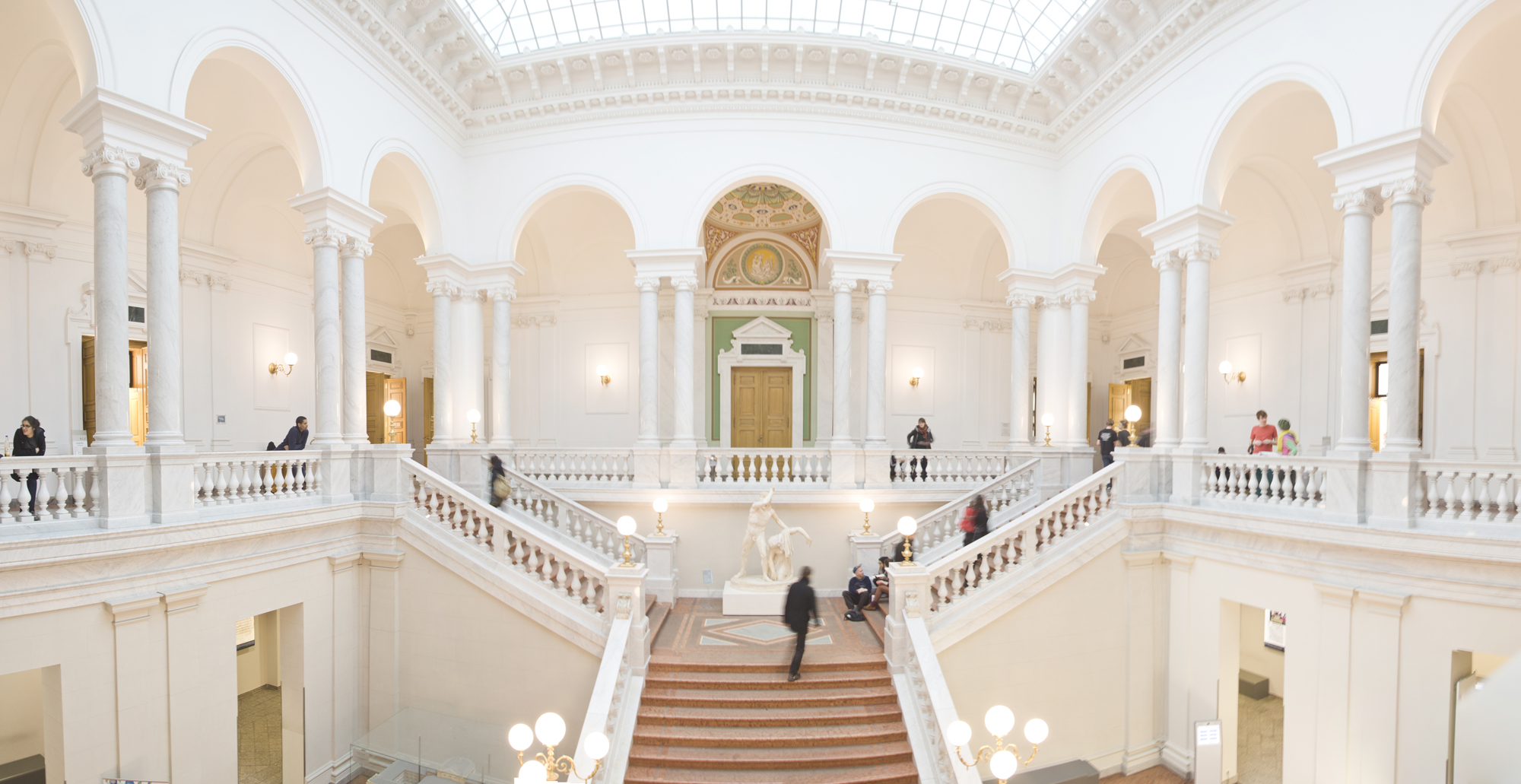
Sala d'entrada Bibliotheca Albertina
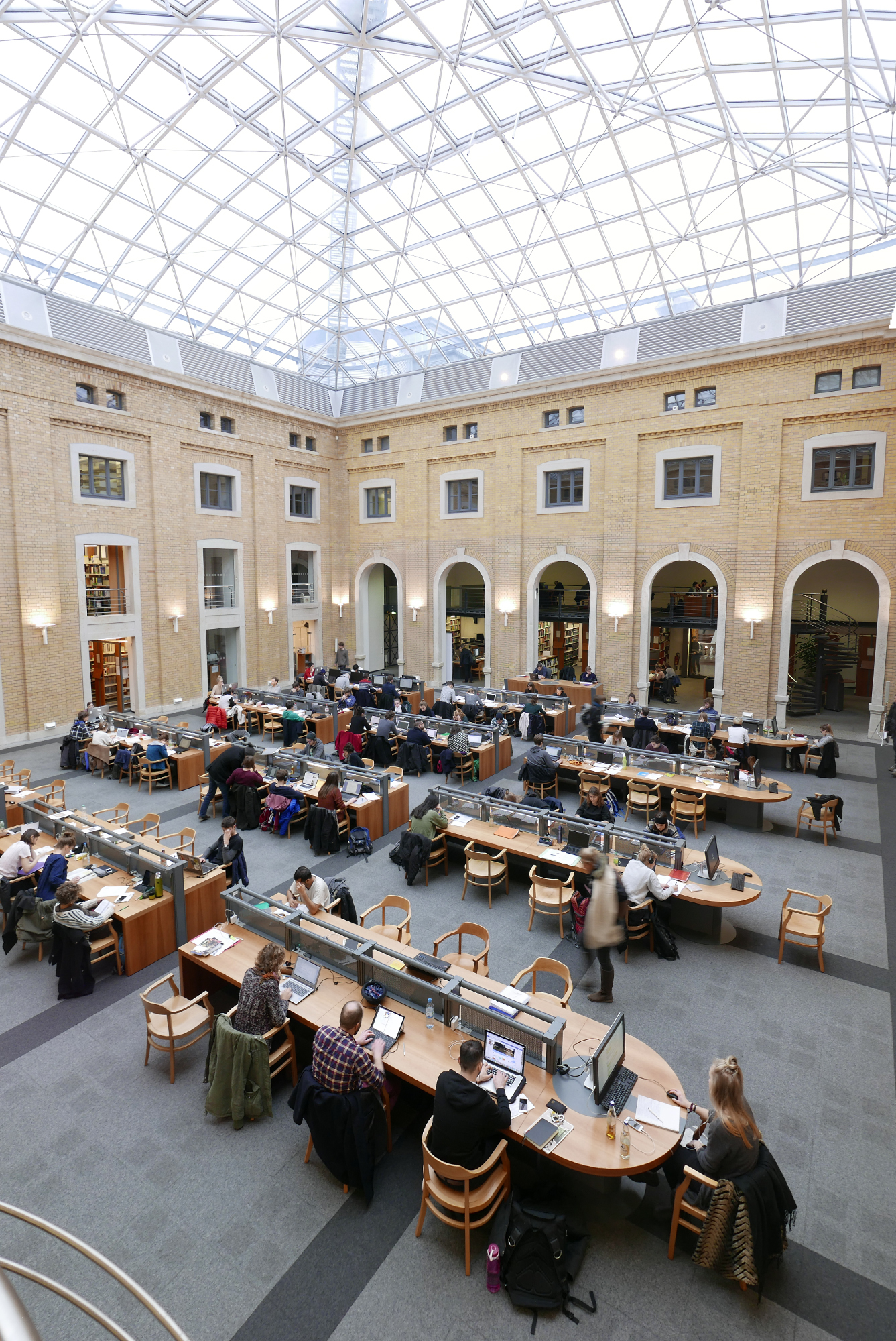
Bibliotheca Albertina sala de lectura oest
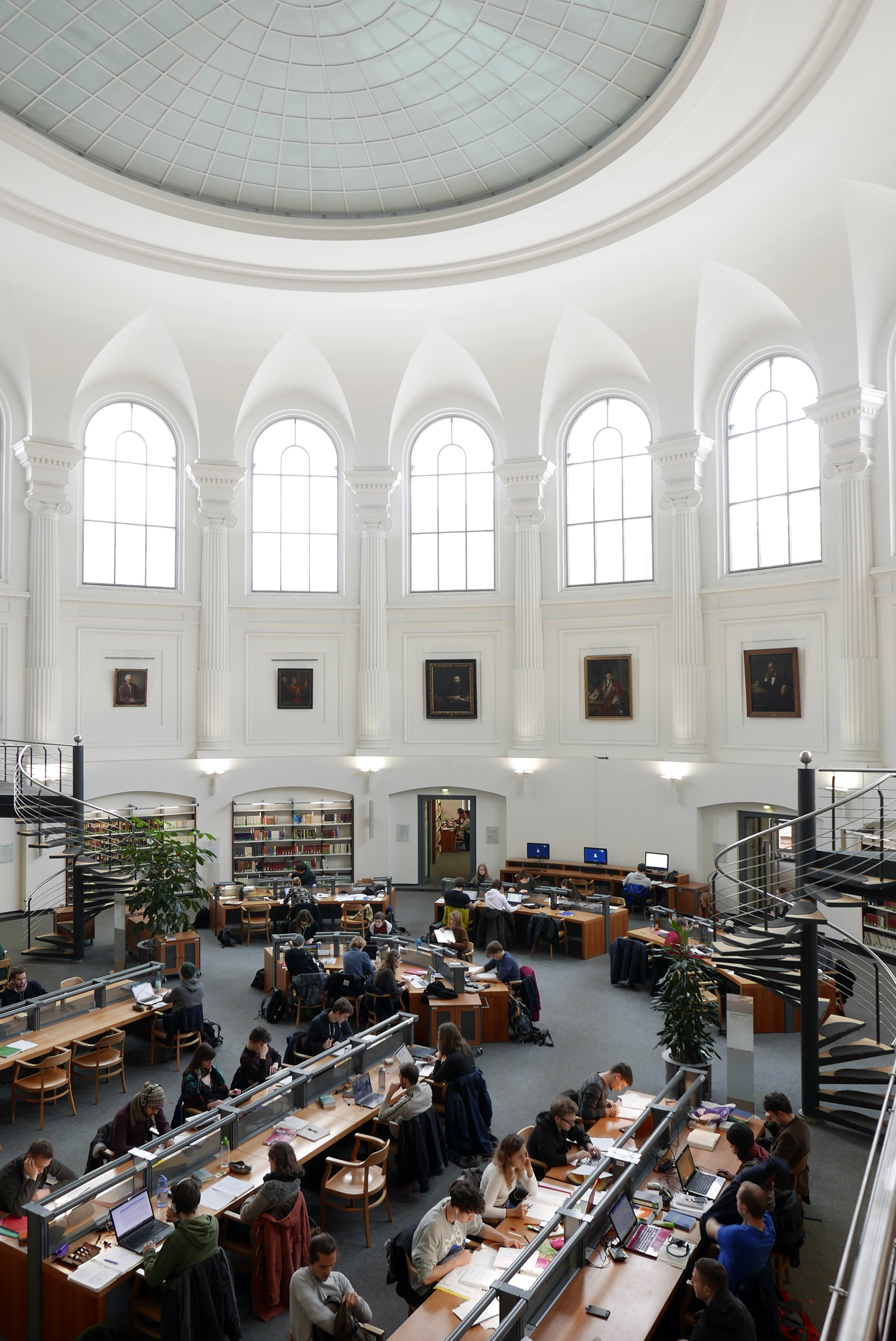
Sala central de lectura Bibliotheca Albertina